# Katie Carter
Katie Lynn Carter-Gutierrez (Victorville, 10 ottobre 1985) è una pallavolista statunitense, opposto dell'Athletes Unlimited.

## Biografia
È sposata con l'allenatore del programma di beach volley della Texas Christian, Hector Gutierrez: la coppia ha una figlia.

## Carriera

### Club
La carriera di Katie Carter inizia nei tornei scolastici del Colorado, giocando come centrale con la Steamboat Springs HS, e prosegue a livello universitario, con la UC Los Angeles, dove viene convertita nel ruolo di schiacciatrice, partecipando alla NCAA Division I dal 2003 al 2006. Inizia la carriera professionistica nella stagione 2007 nella Liga de Voleibol Superior Femenino con le Criollas de Caguas, giungendo fino alla finale scudetto. Nell'annata 2007-08 va a giocare nella Superliga Femenina de Voleibol spagnola, con l'Aguere.
Dopo un periodo di inattività e una esperienza in Indonesia nella Proliga 2010, col Jakarta Popsivo, nel campionato 2010-11 gioca nella Voleybol 1. Ligi turca per il Dicle Üniversitesi, ma il club chiude la stagione all'ultimo posto, non potendo evitare la retrocessione. Nel campionato successivo viene ingaggiata nella Superliqa azera dal Baku, col quale chiude il campionato al terzo posto ed è finalista in Challenge Cup.
Nella stagione 2012-13 approda nella Lega Nazionale A svizzera al Volero Zurigo, ma lascia subito il club per accasarsi nel KGC Ginseng, squadra della V-League sudcoreana con la quale termina il campionato. Nella stagione successiva cambia nuovamente squadra, firmando nella Extraliga ceca per il Prostějov, dove vince la coppa nazionale e lo scudetto.
Nel campionato 2014-15 è nella Liga Siatkówki Kobiet polacca col Muszyna, migrando nel campionato successivo al Budowlani Łódź; tuttavia a causa delle gravi condizioni di salute della madre, è costretta a lasciare il club poco prima dell'inizio di stagione.
Ritorna in campo alla fine del 2015, giocando nella seconda divisione del campionato cinese col Guangdong, che lascia a gennaio, concludendo l'annata 2015-16, ingaggiata dall'Obiettivo Risarcimento di Villaverla, nella Serie A1 italiana. Dopo qualche mese di inattività, torna in campo per la Liga de Voleibol Superior Femenino 2017 con le neonate Polluelas de Aibonito, venendo temporaneamente sostituita per infortunio, ma riuscendo comunque a concludere l'annata.
Nella stagione 2017-18 approda in Francia, dove difende i colori del Nantes, club di Ligue A: al termine dell'annata decide ritirarsi, ma ritorna sui suoi passi nel 2021, partecipando alla prima edizione dell'Athletes Unlimited.

## Palmarès

### Club
- Campionato ceco: 1

2013-14
- Coppa della Repubblica Ceca: 1

2013-14